# Handbal la Jocurile Olimpice de vară din 2024 – Turneul masculin - Echipele
Acest articol prezintă echipele care vor lua parte la turneul de handbal masculin de la Jocurile Olimpice din 2024, desfășurat în Franța, între 27 iulie și 11 august 2024.
Fiecare echipă este alcătuită din 15 handbaliști, din care doar 14 pot fi înscriși pe foaia de joc. Jucătorii vor putea fi înlocuiți fără restricții de la meci la meci.
Vârstele, legitimările la cluburi, selecțiile și golurile înscrise sunt cele valabile la debutul competiției, 27 iulie 2024.

## Grupa A

### Croația
O echipă cu 20 de jucători a fost anunțată pe 23 mai 2024. Echipa finală a fost făcută publică pe 7 iulie 2024.
- Antrenor principal:  Dagur Sigurðsson
- Antrenor secund:  Denis Špoljarić
- Antrenor pentru portari:  Valter Matošević

| Nr. | Post            | Nume               | Data nașterii (vârsta) | Înălțime | Selecții | Goluri | Echipă                   |
| --- | --------------- | ------------------ | ---------------------- | -------- | -------- | ------ | ------------------------ |
| 1   | portar          | Dominik Kuzmanović | 15 august 2002         | 1,91 m   | 21       | 0      | RK Nexe Našice           |
| 2   | extremă stânga  | Lovro Mihić        | 25 august 1994         | 1,81 m   | 58       | 76     | SPR Wisła Płock          |
| 5   | centru          | Domagoj Duvnjak    | 1 iunie 1988           | 1,98 m   | 257      | 771    | THW Kiel                 |
| 6   | extremă dreapta | Mario Šoštarič     | 25 noiembrie 1992      | 1,93 m   | 20       | 70     | OTP Bank-Pick Szeged     |
| 12  | portar          | Matej Mandić       | 2 mai 2002             | 2,04 m   | 24       | 0      | RK Zagreb                |
| 17  | inter stânga    | Josip Šarac        | 24 februarie 1998      | 2,01 m   | 34       | 40     | Frisch Auf Göppingen     |
| 21  | pivot           | Veron Načinović    | 7 martie 2000          | 2,04 m   | 31       | 69     | Montpellier Handball     |
| 33  | centru          | Luka Cindrić       | 5 iulie 1993           | 1,81 m   | 112      | 321    | Dinamo București         |
| 40  | pivot           | Nikola Grahovac    | 14 decembrie 1998      | 2,01 m   | 15       | 8      | HBW Balingen-Weilstetten |
| 41  | inter stânga    | Tin Lučin          | 16 august 1999         | 1,96 m   | 32       | 82     | SPR Wisła Płock          |
| 51  | inter dreapta   | Ivan Martinović    | 6 ianuarie 1998        | 1,94 m   | 44       | 197    | MT Melsungen             |
| 53  | pivot           | Marin Šipić        | 29 aprilie 1996        | 1,90 m   | 72       | 135    | HC Kriens-Luzern         |
| 58  | inter stânga    | Zvonimir Srna      | 18 ianuarie 1998       | 2,02 m   | 28       | 61     | RK Zagreb                |
| 59  | inter dreapta   | Luka Lovre Klarica | 25 septembrie 2001     | 1,98 m   | 26       | 66     | RK Zagreb                |

### Germania
O echipă cu 17 jucători a fost anunțată pe 10 iulie 2024. Echipa finală a fost făcută publică pe 8 iulie 2024.
- Antrenor principal:  Alfreð Gíslason

| Nr. | Post            | Nume               | Data nașterii (vârsta) | Înălțime | Selecții | Goluri | Echipă                 |
| --- | --------------- | ------------------ | ---------------------- | -------- | -------- | ------ | ---------------------- |
| 1   | portar          | David Späth        | 29 aprilie 2002        | 1,97 m   | 17       | 0      | Rhein-Neckar Löwen     |
| 4   | pivot           | Johannes Golla     | 5 noiembrie 1997       | 1,95 m   | 80       | 277    | SG Flensburg-Handewitt |
| 7   | centru          | Luca Witzke        | 3 aprilie 1999         | 1,91 m   | 26       | 54     | SC DHfK Leipzig        |
| 15  | centru          | Juri Knorr         | 9 mai 2000             | 1,92 m   | 57       | 235    | Rhein-Neckar Löwen     |
| 18  | inter stânga    | Julian Köster      | 16 martie 2000         | 2,00 m   | 47       | 111    | VfL Gummersbach        |
| 22  | centru          | Marian Michalczik  | 1 februarie 1997       | 1,98 m   | 32       | 27     | TSV Hannover-Burgdorf  |
| 23  | inter dreapta   | Renārs Uščins      | 29 aprilie 2002        | 1,89 m   | 17       | 53     | TSV Hannover-Burgdorf  |
| 29  | extremă dreapta | Tim Hornke         | 4 august 1990          | 1,88 m   | 19       | 42     | SC Magdeburg           |
| 32  | inter dreapta   | Franz Semper       | 5 iulie 1997           | 1,90 m   | 18       | 38     | SC DHfK Leipzig        |
| 33  | portar          | Andreas Wolff      | 3 martie 1991          | 1,98 m   | 158      | 14     | THW Kiel               |
| 36  | extremă stânga  | Lukas Mertens      | 22 martie 1996         | 1,82 m   | 39       | 180    | SC Magdeburg           |
| 44  | inter dreapta   | Christoph Steinert | 18 ianuarie 1990       | 1,96 m   | 45       | 82     | HC Erlangen            |
| 71  | inter stânga    | Marko Grgić        | 11 septembrie 2003     | 1,98 m   | 1        | 0      | ThSV Eisenach          |
| 80  | pivot           | Jannik Kohlbacher  | 19 iulie 1995          | 1,93 m   | 111      | 222    | Rhein-Neckar Löwen     |

### Japonia
O echipă cu 19 jucători a fost anunțată pe 7 iunie 2024. Echipa finală a fost făcută publică pe 28 iunie 2024.
- Antrenor principal:  Antonio Carlos Ortega
- Antrenor secund:  Hugo López
- Antrenor pentru portari:  Antoni Parecki

| Nr. | Post            | Nume              | Data nașterii (vârsta) | Înălțime | Selecții | Goluri | Echipă                       |
| --- | --------------- | ----------------- | ---------------------- | -------- | -------- | ------ | ---------------------------- |
| 1   | portar          | Takumi Nakamura   | 2 august 1996          | 1,90 m   | 34       | 1      | Toyoda Gosei Blue Falcon     |
| 2   | centru          | Kosuke Yasuhira   | 29 iunie 2000          | 1,72 m   | 15       | 61     | RK Vardar                    |
| 4   | pivot           | Tomoya Sakurai    | 18 octombrie 1999      | 1,90 m   | 0        | 0      | Toyota Auto Body Brave Kings |
| 9   | extremă stânga  | Naoki Sugioka     | 18 aprilie 1994        | 1,77 m   | 67       | 129    | Toyota Auto Body Brave Kings |
| 13  | pivot           | Shuichi Yoshida   | 26 martie 2001         | 1,93 m   | 39       | 84     | HBC Nantes                   |
| 15  | inter stânga    | Adam Yuki Baig    | 12 aprilie 1999        | 1,94 m   | 78       | 191    | Zeekstar Tokyo               |
| 19  | inter dreapta   | Shinnosuke Tokuda | 6 decembrie 1995       | 1,78 m   | 92       | 297    | Al Duhail                    |
| 20  | inter dreapta   | Jin Watanabe      | 17 ianuarie 1990       | 1,83 m   | 125      | 393    | Toyota Auto Body Brave Kings |
| 21  | portar          | Daisuke Okamoto   | 29 martie 1995         | 1,90 m   | 7        | 0      | Toyota Auto Body Brave Kings |
| 25  | extremă dreapta | Hiroki Motoki     | 14 februarie 1992      | 1,82 m   | 119      | 342    | Zeekstar Tokyo               |
| 27  | pivot           | Hiroyasu Tamakawa | 27 aprilie 1995        | 2,00 m   | 86       | 80     | Zeekstar Tokyo               |
| 31  | inter stânga    | Tatsuki Yoshino   | 13 iulie 1994          | 1,83 m   | 75       | 267    | Toyota Auto Body Brave Kings |
| 39  | centru          | Naoki Fujisaka    | 1 iulie 2002           | 1,80 m   | 0        | 0      | Nippon taiiku daigaku        |
| 44  | pivot           | Sota Takano       | 19 august 1998         | 1,93 m   | 30       | 22     | Toyota Auto Body Brave Kings |

### Slovenia
O echipă cu 21 de jucători a fost anunțată pe 3 iunie 2024. Echipa finală a fost făcută publică pe 8 iulie 2024.
- Antrenor principal:  Uroš Zorman
- Antrenor secund:  Luka Žvižej
- Antrenor pentru portari:  Primož Prošt Košir

| Nr. | Post            | Nume                  | Data nașterii (vârsta) | Înălțime | Selecții | Goluri | Echipă                 |
| --- | --------------- | --------------------- | ---------------------- | -------- | -------- | ------ | ---------------------- |
| 3   | pivot           | Blaž Blagotinšek      | 17 ianuarie 1994       | 2,03 m   | 134      | 240    | SG Flensburg-Handewitt |
| 8   | extremă dreapta | Blaž Janc             | 20 noiembrie 1996      | 1,86 m   | 101      | 366    | FC Barcelona           |
| 11  | inter dreapta   | Jure Dolenec          | 6 decembrie 1988       | 1,91 m   | 195      | 686    | Limoges Handball       |
| 17  | inter dreapta   | Nejc Cehte            | 4 septembrie 1992      | 1,96 m   | 70       | 125    | RK Eurofarm Pelister   |
| 19  | extremă stânga  | Staš Slatinek Jovičić | 6 decembrie 2000       | 1,88 m   | 25       | 60     | RK Trimo Trebnje       |
| 20  | extremă stânga  | Tilen Kodrin          | 14 mai 1994            | 1,92 m   | 85       | 146    | VfL Gummersbach        |
| 22  | pivot           | Matej Gaber           | 22 iulie 1991          | 1,98 m   | 142      | 208    | OTP Bank-Pick Szeged   |
| 23  | centru          | Miha Zarabec          | 12 octombrie 1991      | 1,78 m   | 104      | 222    | SPR Wisła Płock        |
| 26  | portar          | Klemen Ferlin         | 26 iunie 1989          | 1,92 m   | 73       | 2      | HC Erlangen            |
| 44  | centru          | Dean Bombač           | 4 aprilie 1989         | 1,90 m   | 129      | 272    | OTP Bank-Pick Szeged   |
| 51  | inter stânga    | Borut Mačkovšek       | 11 septembrie 1992     | 2,03 m   | 143      | 379    | OTP Bank-Pick Szeged   |
| 77  | extremă dreapta | Domen Novak           | 26 aprilie 1998        | 1,81 m   | 37       | 76     | HSG Wetzlar            |
| 88  | centru          | Aleks Vlah            | 22 iulie 1997          | 1,91 m   | 44       | 155    | Aalborg Håndbold       |
| 90  | portar          | Urban Lesjak          | 24 august 1990         | 1,88 m   | 85       | 0      | RK Eurofarm Pelister   |

### Spania
O echipă cu 21 de jucători a fost anunțată pe 10 iunie 2024. Echipa finală a fost făcută publică pe 7 iulie 2024.
- Antrenor principal:  Jordi Ribera
- Antrenor secund:  César Montes Agüera

| Nr. | Post            | Nume                    | Data nașterii (vârsta) | Înălțime | Selecții | Goluri | Echipă                |
| --- | --------------- | ----------------------- | ---------------------- | -------- | -------- | ------ | --------------------- |
| 1   | portar          | Gonzalo Pérez de Vargas | 10 ianuarie 1991       | 1,88 m   | 178      | 18     | FC Barcelona          |
| 10  | inter dreapta   | Alex Dujshebaev         | 17 decembrie 1992      | 1,88 m   | 151      | 441    | Industria Kielce      |
| 12  | portar          | Rodrigo Corrales        | 24 ianuarie 1991       | 2,02 m   | 127      | 4      | Telekom Veszprém      |
| 18  | inter dreapta   | Imanol Garciandia       | 30 aprilie 1995        | 2,03 m   | 49       | 128    | OTP Bank-Pick Szeged  |
| 20  | pivot           | Abel Serdio             | 16 aprilie 1994        | 1,95 m   | 40       | 88     | SPR Wisła Płock       |
| 21  | inter stânga    | Joan Cañellas           | 30 septembrie 1986     | 1,98 m   | 236      | 567    | Kadetten Schaffhausen |
| 25  | inter stânga    | Agustín Casado          | 21 mai 1996            | 1,93 m   | 45       | 114    | Telekom Veszprém      |
| 28  | extremă dreapta | Aleix Gómez             | 7 mai 1997             | 1,83 m   | 82       | 318    | FC Barcelona          |
| 36  | centru          | Ian Tarrafeta           | 4 ianuarie 1999        | 1,88 m   | 44       | 99     | Pays d'Aix UC         |
| 51  | extremă stânga  | Miguel Sánchez-Migallón | 8 februarie 1995       | 2,00 m   | 49       | 31     | SL Benfica            |
| 59  | inter stânga    | Daniel Dujshebaev       | 4 iulie 1997           | 1,96 m   | 85       | 185    | Industria Kielce      |
| 62  | extremă dreapta | Kauldi Odriozola        | 7 ianuarie 1997        | 1,83 m   | 45       | 139    | HBC Nantes            |
| 70  | extremă stânga  | Daniel Fernández        | 28 martie 2001         | 1,76 m   | 34       | 105    | TVB Stuttgart         |
| 99  | pivot           | Javier Rodríguez Moreno | 22 iulie 2002          | 2,00 m   | 3        | 2      | FC Barcelona          |

### Suedia
O echipă cu 17 jucători a fost anunțată pe 10 iunie 2024. Pe 21 iunie, Felix Möller l-a înlocuit pe Andreas Nilsson, care fusese nevoit să se retragă.
- Antrenor principal:  Glenn Solberg
- Antrenor secund:  Michael Apelgren
- Antrenor pentru portari:  Tomas Svensson

| Nr. | Post            | Nume                 | Data nașterii (vârsta) | Înălțime | Selecții | Goluri | Echipă                 |
| --- | --------------- | -------------------- | ---------------------- | -------- | -------- | ------ | ---------------------- |
| 2   | inter stânga    | Jonathan Carlsbogård | 19 aprilie 1995        | 1,95 m   | 68       | 133    | FC Barcelona           |
| 5   | pivot           | Max Darj             | 27 septembrie 1991     | 1,91 m   | 120      | 144    | Füchse Berlin          |
| 6   | pivot           | Felix Möller         | 4 septembrie 2002      | 1,95 m   | 14       | 10     | Aalborg Håndbold       |
| 11  | extremă dreapta | Daniel Pettersson    | 6 mai 1992             | 1,79 m   | 89       | 203    | SC Magdeburg           |
| 12  | portar          | Andreas Palicka      | 10 iulie 1986          | 1,89 m   | 157      | 16     | Paris Saint-Germain    |
| 13  | extremă dreapta | Sebastian Karlsson   | 21 ianuarie 1995       | 1,78 m   | 14       | 41     | Montpellier Handball   |
| 15  | extremă stânga  | Hampus Wanne         | 10 decembrie 1993      | 1,85 m   | 95       | 387    | FC Barcelona           |
| 16  | portar          | Tobias Thulin        | 5 iulie 1995           | 1,98 m   | 59       | 0      | SC Pick Szeged         |
| 19  | centru          | Felix Claar          | 5 ianuarie 1997        | 1,92 m   | 79       | 193    | SC Magdeburg           |
| 20  | portar          | Mikael Appelgren     | 6 septembrie 1989      | 1,91 m   | 100      | 2      | Rhein-Neckar Löwen     |
| 22  | extremă stânga  | Lucas Pellas         | 28 august 1995         | 1,83 m   | 70       | 222    | Montpellier Handball   |
| 23  | inter dreapta   | Albin Lagergren      | 11 septembrie 1992     | 1,86 m   | 109      | 320    | SC Magdeburg           |
| 24  | centru          | Jim Gottfridsson     | 2 septembrie 1992      | 1,92 m   | 154      | 492    | SG Flensburg-Handewitt |
| 28  | centru          | Jonathan Edvardsson  | 7 aprilie 1997         | 1,86 m   | 21       | 8      | TSV Hannover-Burgdorf  |
| 32  | pivot           | Oscar Bergendahl     | 8 martie 1995          | 1,92 m   | 55       | 83     | SC Magdeburg           |
| 33  | inter dreapta   | Lukas Sandell        | 3 februarie 1997       | 1,91 m   | 57       | 138    | Telekom Veszprém       |
| 49  | inter stânga    | Karl Wallinius       | 14 ianuarie 1999       | 1,99 m   | 28       | 26     | THW Kiel               |

## Grupa B

### Argentina
O echipă cu 17 jucători a fost anunțată pe 7 iunie 2024.
- Antrenor principal:  Guillermo Milano

| Nr. | Post            | Nume                      | Data nașterii (vârsta) | Înălțime | Selecții | Goluri | Echipă               |
| --- | --------------- | ------------------------- | ---------------------- | -------- | -------- | ------ | -------------------- |
| 2   | extremă stânga  | Federico Gastón Fernández | 17 octombrie 1989      | 1,91 m   | 157      | 585    | San Fernando         |
| 3   | inter dreapta   | Federico Pizarro          | 7 septembrie 1986      | 1,85 m   | 222      | 735    | BM Ciudad Encantada  |
| 5   | inter dreapta   | Pablo Vainstein           | 18 iulie 1989          | 1,85 m   | 114      | 117    | BM Benidorm          |
| 6   | centru          | Diego Simonet             | 26 decembrie 1989      | 1,90 m   | 116      | 356    | Montpellier Handball |
| 7   | extremă stânga  | Ignacio Pizarro           | 8 februarie 1990       | 1,78 m   | 68       | 205    | BM Ciudad Encantada  |
| 8   | centru          | Pablo Simonet             | 4 mai 1992             | 1,85 m   | 117      | 252    | BM Puente Genil      |
| 9   | extremă dreapta | Santiago Baronetto        | 27 octombrie 1992      | 1,87 m   | 38       | 31     | Balonmano Alicante   |
| 11  | pivot           | Lucas Moscariello         | 19 februarie 1992      | 1,90 m   | 76       | 162    | BM Benidorm          |
| 18  | inter stânga    | Guillermo Fischer         | 18 iulie 1996          | 2,00 m   | 22       | 25     | BM Villa de Aranda   |
| 19  | centru          | Pedro Martínez Cami       | 20 decembrie 1999      | 1,91 m   | 24       | 49     | Sporting CP          |
| 22  | pivot           | Gastón Mouriño            | 12 octombrie 1994      | 1,29 m   | 21       | 28     | CSM Constanța        |
| 23  | inter stânga    | James Parker              | 9 iunie 1994           | 1,87 m   | 20       | 25     | Balonmano Alicante   |
| 40  | portar          | Leonel Maciel             | 4 ianuarie 1989        | 1,92 m   | 98       | 12     | CD Bidasoa           |
| 77  | inter stânga    | Nicolás Bonanno           | 18 noiembrie 1991      | 1,98 m   | 66       | 60     | Club Balonmano Nava  |
| 87  | portar          | Juan Bar                  | 29 iunie 1987          | 1,90 m   | 51       | 2      | BM Valladolid        |
|     | inter dreapta   | Andrés Moyano             | 28 iulie 1996          | 1,91 m   |          |        | BM Granollers        |
|     | centru          | Nicolás Bono              | 16 august 1997         | 1,79 m   | 9        | 15     | Istres Provence      |

### Danemarca
O echipă cu 20 de jucători a fost anunțată pe 10 iunie 2024. Echipa finală a fost făcută publică pe 3 iulie. Pe 9 iulie, Mads Hoxer Hangaard a fost înlocuit de Hans Lindberg.
- Antrenor principal:  Nikolaj Jacobsen

| Nr. | Post            | Nume                    | Data nașterii (vârsta) | Înălțime | Selecții | Goluri | Echipă                 |
| --- | --------------- | ----------------------- | ---------------------- | -------- | -------- | ------ | ---------------------- |
| 1   | portar          | Niklas Landin Jacobsen  | 19 decembrie 1988      | 2,01 m   | 273      | 11     | Aalborg Håndbold       |
| 3   | inter dreapta   | Niclas Kirkeløkke       | 26 martie 1994         | 1,95 m   | 79       | 151    | SG Flensburg-Handewitt |
| 4   | extremă stânga  | Magnus Landin Jacobsen  | 20 august 1995         | 1,97 m   | 133      | 242    | THW Kiel               |
| 7   | extremă stânga  | Emil Jakobsen           | 24 ianuarie 1998       | 1,90 m   | 70       | 242    | SG Flensburg-Handewitt |
| 11  | centru          | Rasmus Lauge            | 20 iunie 1991          | 1,95 m   | 165      | 408    | Bjerringbro-Silkeborg  |
| 12  | portar          | Emil Nielsen            | 10 martie 1997         | 1,95 m   | 40       | 5      | FC Barcelona           |
| 15  | pivot           | Magnus Saugstrup        | 12 iulie 1996          | 1,95 m   | 82       | 181    | SC Magdeburg           |
| 18  | extremă dreapta | Hans Lindberg           | 1 august 1981          | 1,88 m   | 299      | 805    | HØJ Elite              |
| 19  | inter dreapta   | Mathias Gidsel          | 8 februarie 1999       | 1,90 m   | 68       | 363    | Füchse Berlin          |
| 21  | inter stânga    | Henrik Møllgaard        | 2 ianuarie 1985        | 1,96 m   | 216      | 182    | Aalborg Håndbold       |
| 24  | inter stânga    | Mikkel Hansen           | 22 octombrie 1987      | 1,96 m   | 266      | 1350   | Fără legitimare        |
| 34  | pivot           | Simon Hald              | 28 septembrie 1994     | 2,03 m   | 94       | 99     | Aalborg Håndbold       |
| 42  | inter stânga    | Thomas Sommer Arnoldsen | 11 ianuarie 2002       | 1,94 m   | 5        | 14     | Aalborg Håndbold       |
| 43  | centru          | Simon Pytlick           | 11 decembrie 2000      | 1,93 m   | 35       | 141    | SG Flensburg-Handewitt |

### Egipt
O echipă cu 20 de jucători a fost anunțată pe 13 iunie 2024.
- Antrenor principal:  Juan Carlos Pastor

| Nr. | Post            | Nume                   | Data nașterii (vârsta) | Înălțime | Selecții | Goluri | Echipă                   |
| --- | --------------- | ---------------------- | ---------------------- | -------- | -------- | ------ | ------------------------ |
| 5   | inter dreapta   | Yahia Omar             | 9 septembrie 1997      | 1,95 m   |          |        | Telekom Veszprém         |
| 15  | inter stânga    | Ahmed Hesham           | 15 mai 2000            | 1,91 m   | 49       | 60     | Montpellier Handball     |
| 17  | centru          | Ahmed Khairy           | 15 septembrie 1994     | 1,88 m   | 16       | 20     | Al Ahly                  |
| 24  | pivot           | Ibrahim El-Masry       | 11 martie 1989         | 1,92 m   | 259      | 78     | Al Ahly                  |
| 31  | extremă stânga  | Omar El-Wakil          | 14 mai 1988            | 1,74 m   | 215      | 288    | Zamalek SC               |
| 39  | centru          | Yehia El-Deraa         | 17 iulie 1995          | 1,92 m   | 153      | 288    | Telekom Veszprém         |
| 45  | centru          | Seif El-Deraa          | 19 septembrie 1998     | 1,87 m   | 49       | 76     | Limoges Handball         |
| 53  | extremă dreapta | Akram Saad             | 22 noiembrie 1994      | 1,72 m   | 44       | 132    | Zamalek                  |
| 55  | inter dreapta   | Mohsen Mahmoud         | 11 martie 1998         | 1,92 m   | 37       | 58     | Al Ahly                  |
| 80  | pivot           | Ahmed Mesilhy          | 25 noiembrie 1994      | 1,84 m   | 18       | 15     | Al Ahly                  |
| 88  | portar          | Karim Handawy          | 1 mai 1988             | 1,88 m   | 167      | 0      | Al Safa                  |
| 89  | pivot           | Mohamed Mamdouh Shebib | 1 aprilie 1989         | 1,94 m   | 254      | 311    | Zamalek SC               |
| 90  | inter stânga    | Ali Zein               | 14 decembrie 1990      | 1,93 m   | 301      | 429    | Dinamo București         |
| 91  | extremă dreapta | Mohamed Sanad          | 16 ianuarie 1991       | 1,88 m   | 162      | 401    | USAM Nîmes Gard          |
| 92  | portar          | Mohamed Aly            | 13 noiembrie 1992      | 1,84 m   | 12       | 0      | SG BBM Bietigheim        |
| 96  | portar          | Mohamed El-Tayar       | 7 aprilie 1996         | 1,92 m   | 51       | 0      | HBW Balingen-Weilstetten |
|     | inter stânga    | Abdelrahman Faisal     | 30 ianuarie 1996       | 1,92 m   |          |        | Al Ahly                  |
|     | extremă stânga  | Ahmed Hisham           |                        |          |          |        | Al Ahly                  |
|     | pivot           | Khaled Walid           | 18 septembrie 1998     | 1,88 m   |          |        | Zamalek SC               |

### Franța
O echipă cu 21 de jucători a fost anunțată pe 10 iunie 2024. Echipa finală a fost făcută publică pe 8 iulie 2024.
- Antrenor principal:  Guillaume Gille
- Antrenor secund:  Érick Mathé
- Antrenor pentru portari:  Jean-Luc Kieffer

| Nr. | Post            | Nume              | Data nașterii (vârsta) | Înălțime | Selecții | Goluri | Echipă               |
| --- | --------------- | ----------------- | ---------------------- | -------- | -------- | ------ | -------------------- |
| 2   | extremă dreapta | Yanis Lenne       | 29 iunie 1996          | 1,87 m   | 47       | 91     | Montpellier Handball |
| 5   | centru          | Nedim Remili      | 18 iulie 1995          | 1,95 m   | 115      | 352    | Telekom Veszprém     |
| 8   | inter stânga    | Elohim Prandi     | 24 august 1998         | 1,93 m   | 28       | 63     | Paris Saint-Germain  |
| 9   | inter dreapta   | Melvyn Richardson | 31 ianuarie 1997       | 1,90 m   | 76       | 183    | FC Barcelona         |
| 10  | inter dreapta   | Dika Mem          | 31 august 1997         | 1,94 m   | 106      | 340    | FC Barcelona         |
| 12  | portar          | Vincent Gérard    | 16 decembrie 1986      | 1,89 m   | 150      | 18     | Istres Provence      |
| 13  | inter stânga    | Nikola Karabatić  | 11 aprilie 1984        | 1,96 m   | 348      | 1277   | Paris Saint-Germain  |
| 22  | pivot           | Luka Karabatic    | 19 aprilie 1988        | 2,02 m   | 144      | 168    | Paris Saint-Germain  |
| 23  | pivot           | Ludovic Fabregas  | 1 iulie 1996           | 1,98 m   | 129      | 296    | Telekom Veszprém     |
| 25  | extremă stânga  | Hugo Descat       | 16 august 1992         | 1,83 m   | 46       | 200    | Telekom Veszprém     |
| 28  | extremă dreapta | Valentin Porte    | 7 septembrie 1990      | 1,90 m   | 182      | 415    | Montpellier Handball |
| 31  | extremă stânga  | Dylan Nahi        | 30 noiembrie 1999      | 1,92 m   | 45       | 118    | Industria Kielce     |
| 34  | pivot           | Karl Konan        | 3 iunie 1995           | 1,96 m   | 23       | 5      | Montpellier Handball |
| 92  | portar          | Rémi Desbonnet    | 28 februarie 1992      | 1,82 m   | 29       | 2      | Montpellier Handball |

### Norvegia
Echipa a fost anunțată pe 3 iulie 2024.
- Antrenor principal:  Jonas Wille
- Antrenor secund:  Martin Boquist
- Antrenor pentru portari:  Steinar Ege

| Nr. | Post            | Nume                 | Data nașterii (vârsta) | Înălțime | Selecții | Goluri | Echipă           |
| --- | --------------- | -------------------- | ---------------------- | -------- | -------- | ------ | ---------------- |
| 3   | DF              | Vetle Eck Aga        | 4 octombrie 1993       | 1,90 m   | 50       | 4      | Kolstad Håndball |
| 5   | centru          | Sander Sagosen       | 14 septembrie 1995     | 1,95 m   | 167      | 835    | Kolstad Håndball |
| 6   | extremă stânga  | Sebastian Barthold   | 27 august 1991         | 1,85 m   | 84       | 227    | Aalborg Håndbold |
| 11  | pivot           | Petter Øverby        | 26 martie 1992         | 2,00 m   | 137      | 144    | THW Kiel         |
| 12  | portar          | Kristian Sæverås     | 22 iunie 1996          | 1,94 m   | 87       | 3      | SC DHfK Leipzig  |
| 19  | extremă dreapta | Kristian Bjørnsen    | 10 ianuarie 1989       | 1,91 m   | 197      | 709    | Aalborg Håndbold |
| 21  | pivot           | Magnus Gullerud      | 13 noiembrie 1991      | 1,93 m   | 190      | 288    | Kolstad Håndball |
| 22  | centru          | Tobias Grøndahl      | 22 ianuarie 2001       | 1,83 m   | 34       | 75     | GOG Håndbold     |
| 24  | centru          | Christian O'Sullivan | 22 august 1991         | 1,90 m   | 191      | 295    | SC Magdeburg     |
| 27  | inter dreapta   | Harald Reinkind      | 17 august 1992         | 1,97 m   | 168      | 360    | THW Kiel         |
| 30  | portar          | Torbjørn Bergerud    | 16 iulie 1994          | 2,01 m   | 144      | 0      | Kolstad Håndball |
| 42  | inter dreapta   | Gabriel Setterblom   | 22 noiembrie 1997      | 1,94 m   | 9        | 15     | SønderjyskE      |
| 43  | inter stânga    | Simen Lyse           | 1 februarie 2000       | 1,99 m   | 17       | 43     | Kolstad Håndball |
| 71  | extremă stânga  | Alexander Blonz      | 17 aprilie 2000        | 1,89 m   | 85       | 214    | GOG Håndbold     |

### Ungaria
O echipă cu 20 de jucători a fost anunțată pe 4 iunie 2024. Echipa finală a fost făcută publică pe 5 iulie 2024.
- Antrenor principal:  Chema Rodríguez
- Antrenor secund:  Miguel Ángel Velasco
- Antrenor pentru portari:  Haris Porobić

| Nr. | Post            | Nume             | Data nașterii (vârsta) | Înălțime | Selecții | Goluri | Echipă               |
| --- | --------------- | ---------------- | ---------------------- | -------- | -------- | ------ | -------------------- |
| 2   | pivot           | Adrián Sipos     | 8 martie 1990          | 1,98 m   | 79       | 35     | MT Melsungen         |
| 7   | extremă stânga  | Bendegúz Bóka    | 2 octombrie 1993       | 1,94 m   | 83       | 202    | Balatonfüredi KSE    |
| 11  | inter stânga    | Patrik Ligetvári | 13 februarie 1996      | 2,05 m   | 98       | 88     | Telekom Veszprém     |
| 24  | centru          | Gergő Fazekas    | 31 octombrie 2003      | 1,91 m   | 24       | 37     | Wisła Płock          |
| 27  | pivot           | Bence Bánhidi    | 9 februarie 1995       | 2,07 m   | 110      | 333    | OTP Bank-Pick Szeged |
| 30  | inter stânga    | Zoltán Szita     | 10 februarie 1998      | 1,96 m   | 72       | 162    | Wisła Płock          |
| 32  | portar          | Kristóf Palasics | 19 aprilie 2002        | 1,99 m   | 12       | 0      | BM Logroño La Rioja  |
| 33  | inter dreapta   | Gábor Ancsin     | 27 noiembrie 1990      | 2,02 m   | 158      | 355    | Ferencvárosi TC      |
| 39  | inter stânga    | Richárd Bodó     | 13 martie 1993         | 2,03 m   | 109      | 322    | OTP Bank-Pick Szeged |
| 43  | inter dreapta   | Zoran Ilić       | 2 ianuarie 2002        | 1,97 m   | 31       | 36     | HSV Hamburg          |
| 45  | pivot           | Miklós Rosta     | 14 februarie 1999      | 2,03 m   | 62       | 163    | CS Dinamo București  |
| 61  | portar          | László Bartucz   | 5 noiembrie 1991       | 1,94 m   | 26       | 0      | MOL-Tatabánya KC     |
| 66  | centru          | Máté Lékai       | 16 iunie 1988          | 1,90 m   | 179      | 540    | Ferencvárosi TC      |
| 91  | extremă dreapta | Bence Imre       | 15 octombrie 2002      | 1,85 m   | 14       | 65     | THW Kiel             |